# Pipiza noctiluca
Pipiza noctiluca là một loài ruồi trong họ Ruồi giả ong (Syrphidae). Loài này được Linnaeus mô tả khoa học đầu tiên năm 1758. Pipiza noctiluca phân bố ở vùng Cổ Bắc giới